# Musa og Bei-Alla Tsechojev
Musa Tsechojev og Bei-Alla Tsechojev var to brødre og gidseltagere der deltog i terrorangrebet i Beslan 1. september – 3. september 2004 i den sydrussiske republik Nordossetien. Over 1.200 børn og voksne holdt gidsler i tre døgn i en gidselaktion der endte i et blodbad; over 334 personer, heriblandt 188 børn blev dræbt, 700 andre blev sårede. De kom fra naborepublikken Ingusjien.
- Musa, som var 35 år ved angrebet, ejede den GAZ-66-lastbil som blev brugt til at fragte terroristerne og våben til skolen. Efter angrebet blev en tidligere nabo, den 16-årige Marina Korigova arresteret under mistanke om at have været involveret i angrebet, efter at hendes telefonnummer var blevet fundet i en af terroristernes mobiltelefoner. Politiet oplyste at hendes egen telefon viste at hun havde ringet mindst 16 gange til Musa i løbet af angrebet. Hun blev senere frigivet da det viste sig hun havde fået telefonen foræret efter terroraktionen var ovre[1]
- Bei-Alla, som var 31 år ved angrebet, havde en tidligere dom for ulovlig våbenbesiddelse. Hans lig blev identificeret i november 2004.

En tredje bror, den 25 årige Hussein, blev interviewet af Nick Paton Walsh fra den engelske avis The Guardian. Onklen Magomed blev også interviewet.